# Antiche unità di misura della provincia di Padova

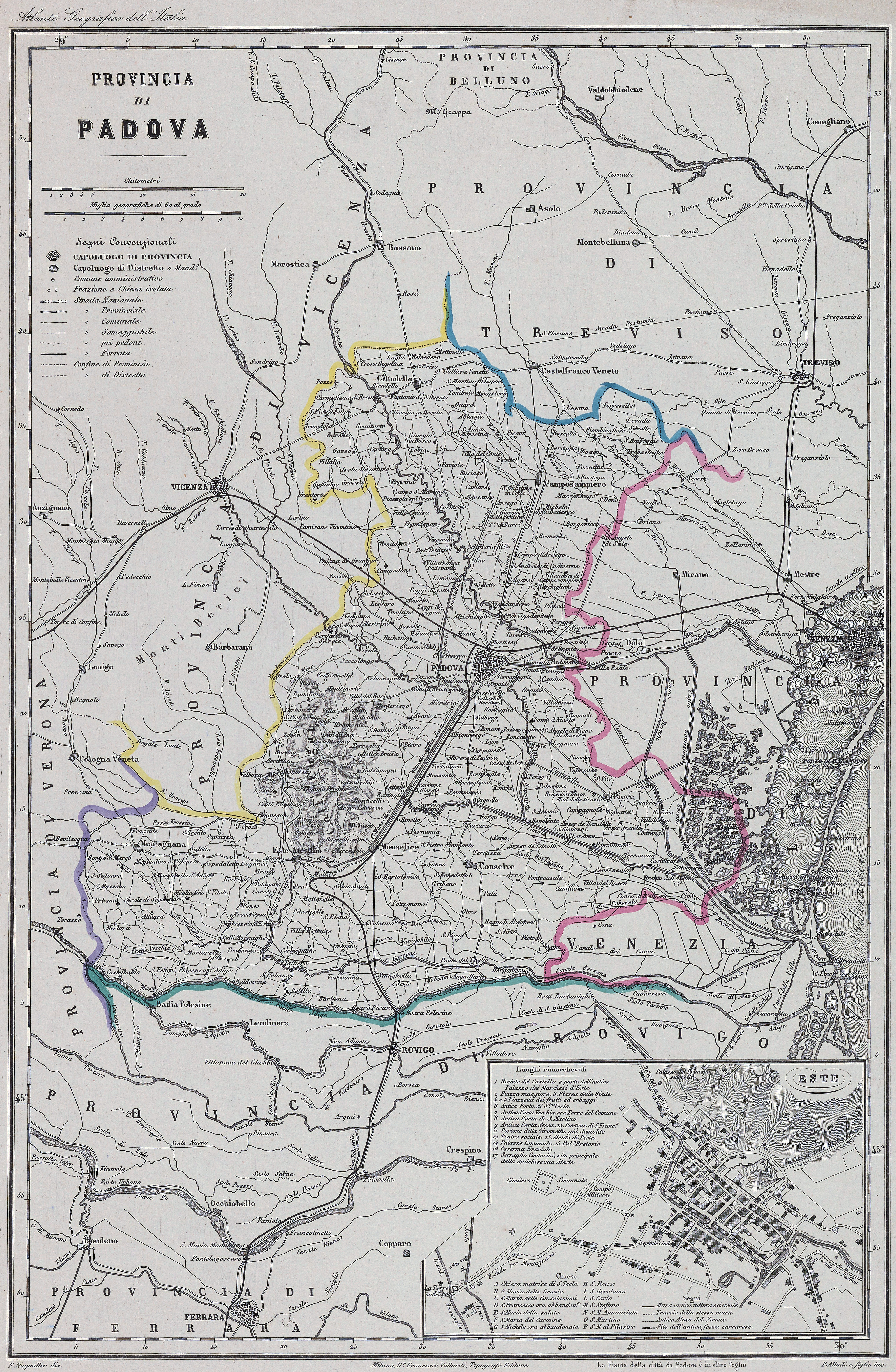
Provincia di Padova, 1860 circa

Sono qui riportate le conversioni tra le antiche unità di misura in uso nella provincia di Padova e il sistema metrico decimale, così come stabilite ufficialmente nel 1877.
Nonostante l'apparente precisione nelle tavole, in molti casi è necessario considerare che i campioni utilizzati (anche per le tavole di epoca napoleonica) erano di fattura approssimativa o discordanti tra loro.

## Misure di lunghezza
| Comuni         | Denominazione                | Valore   | Unità |
| -------------- | ---------------------------- | -------- | ----- |
| Tutti i comuni | Braccio da panno             | 0,680981 | m     |
| Tutti i comuni | Braccio da seta              | 0,637514 | m     |
| Tutti i comuni | Piede da fabbrica e da terra | 0,357394 | m     |
| Tutti i comuni | Piede veneto                 | 0,347735 | m     |

Il braccio da panno e quello da seta si dividono in 12 once.
Il piede da fabbrica si divide in 12 once o pollici, l'oncia in 12 linee o minuti.
Sei piedi padovani fanno una pertica, detta anche canna o passo.

## Misure di superficie
| Comuni         | Denominazione | Valore    | Unità |
| -------------- | ------------- | --------- | ----- |
| Tutti i comuni | Campo         | 3862,5726 | m²    |

Il campo si divide in 840 tavole, la tavola o pertica quadrata in 36 piedi quadrati.
Il campo si divide anche in 4 quarte, la quarta in 210 pertiche quadrate.

## Misure di volume
| Comuni         | Denominazione | Valore | Unità |
| -------------- | ------------- | ------ | ----- |
| Tutti i comuni | Piede cubo    | 45,650 | L     |

Il piede cubo è di 1728 once cube, 125 piedi cubi fanno il passo cubo, 432 piedi cubi fanno un carro aperto, 324 piedi cubi fanno un carro chiuso.

## Misure di capacità per gli aridi
| Comuni         | Denominazione | Valore   | Unità |
| -------------- | ------------- | -------- | ----- |
| Tutti i comuni | Moggio        | 347,8016 | L     |

Il moggio si divide in 12 staia, lo staio in 4 quarte, la quarta in 4 coppi, il coppo in 3 scodelle. Quattro Staia fanno un Sacco.

## Misure di capacità per i liquidi
| Comuni         | Denominazione | Valore  | Unità |
| -------------- | ------------- | ------- | ----- |
| Tutti i comuni | Mastello      | 71,2755 | L     |

Il mastello si divide in 72 bozze, la bozza in 4 gotti.
Nove bozze fanno un secchio.

## Pesi
| Comuni                                      | Denominazione  | Valore  | Unità |
| ------------------------------------------- | -------------- | ------- | ----- |
| Tutti i comuni                              | Libbra sottile | 338,883 | g     |
| Tutti i comuni meno Piombino e Trebaseleghe | Libbra grossa  | 486,539 | g     |
| Comuni di Piombino e Trebaseleghe           | Libbra grossa  | 516,749 | g     |

La libbra grossa si divide in 12 once, l'oncia in 6 sazi.
La libbra sottile si divide egualmente in 12 once e l'oncia in 6 sazi.
I farmacisti usano la libbra medica viennese eguale a grammi 420,008, come anche la libbra mercantile veneta eguale a grammi 301,230.
Gli orefici usano il marco di grammi 238,4994 diviso in 8 once, l'oncia in 144 carati, il carato in 4 grani.

## Territorio
Nel 1874 nella provincia di Padova erano presenti 103 comuni divisi in 8 distretti.
- Camposampiero • Borgoricco, Campo San Martino, Campodarsego, Camposampiero, Curtarolo, Loreggia, Massanzago, Piombino Dese, San Giorgio delle Pertiche, Santa Giustina in Colle, Trebaseleghe, Villa del Conte, Villanova di Camposampiero
- Cittadella • Carmignano di Brenta, Cittadella, Fontaniva, Galliera Veneta, Gazzo, Grantorto, San Giorgio in Bosco, San Martino di Lupari, San Pietro in Gu, Tombolo
- Conselve • Agna, Anguillara Veneta, Arre, Bagnoli di Sopra, Cartura, Conselve, Ponte Casale, Terrassa Padovana, Tribano
- Este • Baone, Barbona, Carceri, Cinto Euganeo, Este, Lozzo Atestino, Ospedaletto Euganeo, Piacenza d'Adige, Ponso, Sant'Elena, Sant'Urbano, Vescovana, Vighizzolo d'Este, Villa Estense, Vo'
- Monselice • Arquà Petrarca, Battaglia, Boara Pisani, Galzignano, Monselice, Pernumia, Pozzonovo, San Pietro Viminario, Solesino, Stanghella
- Montagnana • Casale di Scodosia, Castelbaldo, Masi, Megliadino San Fidenzio, Megliadino San Vitale, Merlara, Montagnana, Saletto, Santa Margherita d'Adige, Urbana
- Padova • Abano Bagni, Albignasego, Cadoneghe, Campodoro, Carrara San Giorgio, Carrara Santo Stefano, Casalserugo, Cervarese Santa Croce, Limena, Maserà di Padova, Mestrino, Noventa Padovana, Padova, Piazzola sul Brenta, Ponte San Nicolò, Rovolon, Rubano, Saccolongo, Saonara, Selvazzano Dentro, Teolo, Torreglia, Veggiano, Vigodarzere, Vigonza, Villafranca Padovana
- Piove di Sacco • Arzergrande, Bovolenta, Brugine, Codevigo, Correzzola, Legnaro, Piove di Sacco, Polverara, Pontelongo, Sant'Angelo di Piove di Sacco